# ليو بيترز (سياسي)
ليو بيترز هو سياسي بلجيكي، ولد في 2 مايو 1950 في بلجيكا. حزبياً، نشط في Vooruit (political party) ‏. وقد انتخب عضو البرلمان الفلمنكي وانتخب عضو مجلس النواب من بلجيكا.